# Вавилов, Станислав Владимирович
Станисла́в Влади́мирович Вави́лов (род. 9 февраля 1956) — российский государственный и политический деятель. Заместитель Председателя Центральной избирательной комиссии Российской Федерации, руководитель Контрольно-ревизионной службы ЦИК РФ. Кандидат юридических наук и доктор политических наук.

## Биография

### Образование
Родился 9 февраля 1956 года в Твери. В 1988 году окончил Хабаровскую высшую партийную школу. Окончил в 1991 году Дальневосточный социально-политический институт по специальности «теория социально-политических отношений», в 1997 году — факультет юриспруденции Российской академии государственной службы при Президенте Российской Федерации по специальности «юриспруденция».

### Карьера
- 1973—1975 — слесарь Калининского экскаваторного завода.
- 1975 — 1977 — служба в Вооруженных Силах СССР.
- 1977 — 1979 — слесарь, заливщик металла Калининского экскаваторного завода.
- 1979 — 1987 — слесарь-судоремонтник Охотского судоремонтного завода, главный механик, заместитель директора Ново-Устьенского рыбозавода Охотского рыбокомбината Хабаровского края.
- 1987 — 1988 — слушатель Хабаровской высшей партийной школы.
- 1988 — 1990 — заведующий организационным отделом Октябрьского райкома КПСС Еврейской автономной области Хабаровского края.
- 1990 — 1992 — заместитель председателя Октябрьского районного Совета народных депутатов Еврейской автономной области Хабаровского края.
- 1992 — 1994 — первый заместитель главы администрации, глава администрации Октябрьского района Еврейской автономной области.
- 1994 — 2001 — председатель Законодательного Собрания народных депутатов и Законодательного Собрания Еврейской автономной области первого и второго созывов.
- 1996 — 2001 — представитель в Совете Федерации Федерального Собрания Российской Федерации от Законодательного Собрания народных депутатов Еврейской автономной области, заместитель председателя и первый заместитель председателя Комитета Совета Федерации по конституционному законодательству и судебно-правовым вопросам.
- 2001 — 2007 — член Совета Федерации Федерального Собрания Российской Федерации от Законодательного Собрания Еврейской автономной области, первый заместитель председателя и председатель Комитета Совета Федерации по правовым и судебным вопросам, член Комиссии по методологии реализации конституционных полномочий Совета Федерации и член Комиссии по естественным монополиям. С 24 сентября 2003 года в составе рабочей группы Совета Федерации по совершенствованию межбюджетных отношений в Российской Федерации.[1]

С 12 марта 2007 года член Центральной избирательной комиссии Российской Федерации, назначенный Указом Президента Российской Федерации. Занимал пост заместителя Председателя ЦИК РФ.
14 марта 2011 года Указом Президента Российской Федерации назначен членом Центральной избирательной комиссии Российской Федерации. 28 марта 2011 года переизбран заместителем Председателя ЦИК РФ.
23 ноября 2016 года постановлением Московской городской Думы назначен членом Московской городской избирательной комиссии.
Женат, имеет троих детей.

### Научные звания
11 мая 2000 года защитил кандидатскую диссертацию «Конституционно-правовое развитие российского федерализма». 7 июня 2006 года защитил докторскую диссертацию «Политические решения в системе властных отношений: генезис, структура, технологии» (научный консультант В. Н. Кузнецов; официальные оппоненты Л. Н. Алисова, А. В. Дмитриев, А. В. Рыбаков). Действительный член Российской муниципальной академии; профессор Академии проблем безопасности, обороны и правопорядка.
Активистами сообщества «Диссернет» были выявлены некорректные заимствования как в кандидатской, так и в докторской диссертации Вавилова.

## Награды
- Орден «За заслуги перед Отечеством» III степени[6]
- Орден «За заслуги перед Отечеством» IV степени[6]
- Орден Александра Невского[6]
- Орден Почёта[6]
- Медаль «В память 850-летия Москвы»[6]
- Медаль «В память 1000-летия Казани»[6]
- Почетный знак Совета Федерации «За заслуги в развитии парламентаризма»[6]
- Благодарность Президента Российской Федерации[6]
- Благодарность Правительства Российской Федерации[6]
- Медаль Анатолия Кони (Минюст РФ)[6]
- Орден святого благоверного князя Даниила Московского III степени (РПЦ)[6]
- Международный общественный орден «Золотой сокол» — За благородство помыслов и дел[6]